# Scando-Slavica
Скандо-Славіка (загальноприйняте скорочення — ScSl, оригінальна назва — «Scando-Slavica») — один з провідних журналів зі славістики, заснований скандинавськими славістами.

## Історія
Журнал є міжнародним виданням зі слов'янської і балтійської лінгвістики, культури, літератури, історії та інших суміжних напрямках. Заснований в 1954 році і виходив один раз на рік, тільки з 2010 року став виходити по одному тому в двох випусках. На 2019 рік вийшло 65 томів. Скандо-Славіка індексується базою даних Scopus.
У журналі публікували свої статті В. Кипарський, Р. Екблум, Г. Якобсон (головний редактор журналу в 1963—1980), Г. Бірнбаум, Адольф Стендер-Петерсен, А. М. Кирпичников, О. В. Назаренко, Т. Н. Джаксон, Ф. Б. Успенський, А. О. Мединцева і інші дослідники.